# 车里雅宾斯克高速电车
车里雅宾斯克高速电车（羅馬化：Chelyabinskiy metrotramvay）是俄罗斯车里雅宾斯克的轨道交通系统。车里雅宾斯克地铁将成为独联体国家的第18个地铁系统，俄罗斯的第九个地铁系统。截至2020年，确切的通车日期不会早于2025年。耗资大约到1.378亿卢布。在大多数载運拉伸革命广场  - 商城预计客流运行的第一期日客流量约为13560人。
起步区将包括四站，长度为5.7公里（与国会在仓库- 6.8公里）。